# David Michael O'Connell
David Michael O'Connell, C.M. (Filadelfia, Estados Unidos, 21 de abril de 1955) es un obispo católico estadounidense. Desde 2010 es el obispo de Trenton.

## Infancia y juventud
O'Connell nació en Filadelfia (Pensilvania) y creció en Langhorne. Posteriormente estudió high school en el colegio St. Joseph Preparatory de Princeton (Nueva Jersey) e ingresó en la Universidad de Niágara, donde consiguió el Bachelor of Arts en filosofía en 1978. Realizó estudios de postgrado en el Mary Immaculate Seminary, un seminario de Northampton (Pensilvania), recibiendo el M.Div. (magister divinitatis) en 1981 y el M.Th. en 1983.
El 29 de mayo de 1982 se ordenó sacerdote de la Congregación de la Misión.
En 1987 se licenció (título de Juris Canonici Licentia, J.C.L.) y en 1990 se doctoró (título de Juris Canonici Doctor, J.C.D.) en Derecho Canónico por la Universidad Católica de América. 
Sirvió como profesor en el Archbishop Wood Catholic High School de  Warminster, en el Mary Immaculate Seminary, y en la Universidad St. John's. Trabajó como juez eclesiástico y como asesor canónigo en las diócesis de Harrisburg, Birmingham y Scranton.

## Presidente de la Universidad Católica de América
O'Connell fue nombrado presidente de la Universidad Católica de América el 10 de marzo de 1998, y el 2 de octubre de 2009 anunció que dejaba el cargo al finalizar el curso académico 2009-10. 

## Obispo de Trenton
El 4 de junio de 2010 el Papa Benedicto XVI le nombró obispo coadjutor de la diócesis de Trenton (Nueva Jersey), sucediendo a John Mortimer Smith en el cargo el día 1 de diciembre de 2010. El 30 de julio de 2010 fue consagrado obispo en la catedral de Santa María de la Asunción de Trenton. Eligió como lema: "Ministrare non ministrari" (Marcos 10:45).